# HC Spartak Kyiv
HC Spartak Kyiv is een Oekraïense vrouwenhandbalvereniging die in 1962 opgericht in Kiev.

## Geschiedenis
In de jaren '70 en '80 maakte Spartak Kyiv zowel in de Europees als nationaal grote succes mee. Onder leiding van Igor Turchin wist de club dertienmaal de Champions League, destijd de European Champions Cup genoemd en twintigmaal de landstitel in de Sovjettijd te winnen.

## Erelijst
- Europa
  - European Champions Cup / EHF Champions League
    - (13x) 1970, 1971, 1972, 1973, 1975, 1977, 1979, 1981, 1983, 1985, 1986, 1987, 1988
- Sovjet-Unie
  - Landskampioen
    - (20x) 1969, 1970, 1971, 1972, 1973, 1974, 1975, 1976, 1977, 1978, 1979, 1980, 1981, 1982, 1983, 1984, 1985, 1986, 1987, 1988.
- Oekraïne
  - Landskampioen
    - (3x) 1992, 1996, 2000